# Vándor József (katolikus pap)
Tiszteletreméltó P. Vándor József SDB  (José Vándor Puchner atya, sz. Wech József) (Dorog, 1909. október 29. – Santa Clara, 1979. október 8.) szalézi szerzetespap, misszionárius.

## Élete

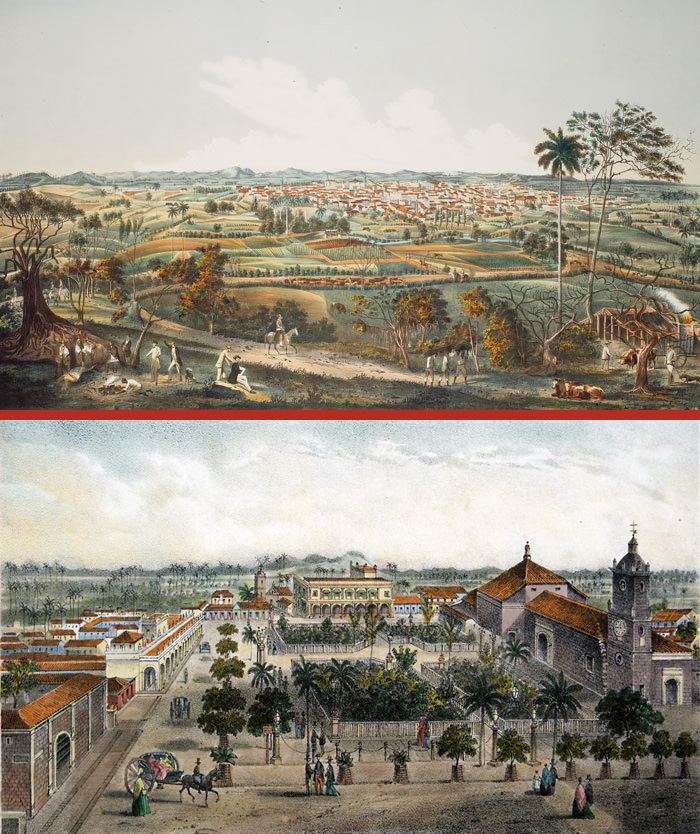
Leonardo Barañano: Santa Clara város (litográfia 1858).

Wech Sebestyén földműves és Puchner Mária gyermekeként született. Középiskolai tanulmányait Esztergomban a ferences szerzeteseknél kezdte. A szalézi renddel hittanára a ferences Virágh Rajmund javaslatára ismerkedett meg.
1925 tavaszán került Péliföldszentkeresztre, s ekkortól a szalézi rendben folytatta tanulmányait. Mivel a honvágy nagyon kínozta, ezért többször hazaszökik, de szülei visszahozták. Középiskolai tanulmányainak végén a szerzetesség mellett döntött, s belépett a szalézi rendbe. Mielőtt elkezdhette volna a novíciátust, meggyöngült egészsége miatt elöljárói orvosi tanácsra néhány hónapra a szülői házba küldték.
Végül 1927-ben kezdte el a noviciátust, majd 1932. augusztus 13-án tett örökfogadalmat Péliföldszentkereszten. Torinóban teológiát tanult, 1936. július 5-én Torinóban szentelték pappá, július 12-én Dorogon volt újmisés.
Elöljárói misszióba küldték Kubába, ahova 1936. augusztus 25-én indul. Kubába 16 napos hajóút után érkezik meg. Nem sokkal később nevét Wechről Vándorra változtatta. Személyisége, lelkisége és lelkipásztori kreativitása mély benyomást tett a Santa Clara-i egyházmegyére, ahová Vándor atya 1954. december 9-én érkezett azzal a céllal, hogy felépítse a "Rosa Pérez Velasco" Művészetek és Mesterségek Intézetét, és ellássa a Kármelhegyi Boldogasszony templom híveinek lelkipásztori gondozását. Miután az iskolát államosították, 1965-ben ugyanezen a helyen plébános lett, s haláláig ezen a helyen szolgált.
Halála előtt súlyos betegség támadta meg, három évig már csak kerekesszékkel tudott közlekedni. Santa Claraban halt meg, 1979. október 8-án.

## Tisztelete
Vándor József tisztelete halála után folyamatos maradt, így az egyházmegye vezetése, egyetértve a szalézi renddel, 2003. október 8-án kezdte meg életszentségének vizsgálatát. Ettől fogva megillette az Isten szolgája cím. A kubai Santa Clarában 2009. augusztus 10-én zárult le boldoggáavatási eljárásának egyházmegyei szakasza.
Pierluigi Cameroni, a szalézi rend egyetemes posztulátora 2014 január 16-án, adta át Vándor József életéről és erényeiről szóló úgynevezett Positiót a Szentek Ügyeinek Kongregációjának. Ettől kezdve Vándor József szalézit megilleti a Tiszteletreméltó cím. A 2016. február 18-án az Apostoli Szentszék mellett székelő Teológusok Bizottsága döntése szerint a Kubában tevékenykedő misszionárius életszentségének híre megalapozott, bizonyítható, hogy élete során hősies fokon gyakorolta a keresztény erényeket.
Földi maradványait (a szentté avatási eljárás szokásai alapján) 2016. augusztus 8-án exhumálták, a Santa Clara-i Carmen plébániatemplom osszáriumában helyezték el. A Szentek Ügyeinek Kongregációja által összeállított dekrétumot, amelyben elismerik hősies erényeit Ferenc pápa 2017. január 20-án jóváhagyta. Ezzel megnyílt az út rövid időn belüli boldoggá avatására.